# Městecký potok (přítok Loučné)
Městecký potok je malý vodní tok v Pardubickém kraji.

## Průběh toku
Pramenem Městeckého potoka je výtok z meliorační trubky asi 0,5 km od severozápadního okraje vsi Městec v okresu Chrudim. Hned zpočátku je jeho vodou napájena dvojice malých rybníků. Pod jejich hrází se do něj zprava vlévá jediný přítok. Jedná se o netrvalou vodoteč odvodňující pole východně od vsi Městec. Převážně severní směr toku Městeckého potoka je pod rybníky narušen návrším s pískovnou, které potok obtéká ze západu. Přitom opouští území chrudimského okresu a vtéká na území okresu Pardubice. Míjí východně ves Turov a v rychlém sledu podtéká silnici Turov – nádraží Uhersko, železniční trať Kolín - Česká Třebová a místní komunikaci Turov – Uhersko. Před tímto trojmostím je na pravém břehu malý památník místním obětem druhé světové války. V závěrečné části toku teče potok téměř přímo na sever a vlévá se do řeky Loučné.